# Kennedale
Kennedale es una ciudad ubicada en el condado de Tarrant en el estado estadounidense de Texas. En el Censo de 2010 tenía una población de 6.763 habitantes y una densidad poblacional de 394,44 personas por km².

## Geografía
Kennedale se encuentra ubicada en las coordenadas 32°38′38″N 97°13′2″O / 32.64389, -97.21722. Según la Oficina del Censo de los Estados Unidos, Kennedale tiene una superficie total de 17.15 km², de la cual 17.11 km² corresponden a tierra firme y (0.2%) 0.03 km² es agua.

## Demografía
Según el censo de 2010, había 6.763 personas residiendo en Kennedale. La densidad de población era de 394,44 hab./km². De los 6.763 habitantes, Kennedale estaba compuesto por el 81.72% blancos, el 7.25% eran afroamericanos, el 0.65% eran amerindios, el 3.55% eran asiáticos, el 0.04% eran isleños del Pacífico, el 4.17% eran de otras razas y el 2.62% pertenecían a dos o más razas. Del total de la población el 13.38% eran hispanos o latinos de cualquier raza.